# Harém (gênero)
Harém (ハーレムもの, hāremu mono, "obras harém") é um gênero de light novel,  mangá, anime e jogos eletrônicos que apresenta um personagem masculino ou feminino, que vive rodeado por várias personagens do sexo oposto que tentam seduzi-lo/a. Normalmente, são comédias românticas, mas podem se tratar de outros tipos.
Acredita-se que o uso original do termo tenha começado nos Estados Unidos com o sucesso de Tenchi Muyo! e desde então, ele geralmente tem conotações negativas ou satíricas. Ele descreve a situação em que um protagonista masculino com qualidades "genéricas" coexiste com várias meninas bonitas que, no decorrer da história, mostram vários graus de afeição por ele. O descontentamento geralmente decorre de vários fatores, como críticas de que os protagonistas masculinos são substitutos óbvios para uma audiência (personagens que existem apenas para justificar a ação de outras pessoas) e, geralmente, não conseguiam atrair nenhum tipo de atenção das mulheres. De um modo geral, muitos fãs acreditam que a premissa foi exagerada e surge quando os escritores ficam sem ideias ou têm medo de mostrar decisões românticas que os fãs podem não gostar.

## Estrutura
Um protagonista é cercado, geralmente de forma amorosa, por três ou mais personagens do sexo oposto; caso contrário, trata-se de um triângulo amoroso. O formato mais comum apresenta um cenário dominado pelo sexo feminino, como um grupo de meninas que acompanha um certo menino, muitas vezes chegando a coabitar com ele, tornando a intimidade quase habitual. No entanto, também existem variações chamadas de harém "invertido", em que uma protagonista feminina é cortejada por vários homens. Algumas pessoas sugerem que haréns são construídos em torno de um fetiche primário, mas nem sempre o foco é o romance; um anime ou mangá harém pode simplesmente apresentar um rapaz cercado por três meninas, mesmo que nenhuma demonstre interesse romântico nele. Além disso, embora a maioria das obras do gênero tenda a ser binária e heteronormativa, algumas incluem personagens com identidades de gênero e sexualidades diversas, como ocorre em muitas obras de harém yaoi e yuri. No geral, esse tipo de narrativa costuma explorar a comédia, com situações embaraçosas entre os personagens.

## Críticas
O harém é frequentemente criticada pelo uso excessivo de lugares comuns em relação aos personagens, e as várias referências sexuais presentes às vezes podem ser inúteis e introduzidas com o único objetivo de satisfazer um determinado tipo de público (fanservice). Outras críticas também derivam da tendência de retratar negativamente as personagens femininas, que costumam usar a violência de forma totalmente gratuita; tudo isso é visto como essencialmente repetitivo e fundamentalmente sexista. Essa crítica se desenvolveu especialmente entre o público feminino americano.